# Problema mente-cuerpo

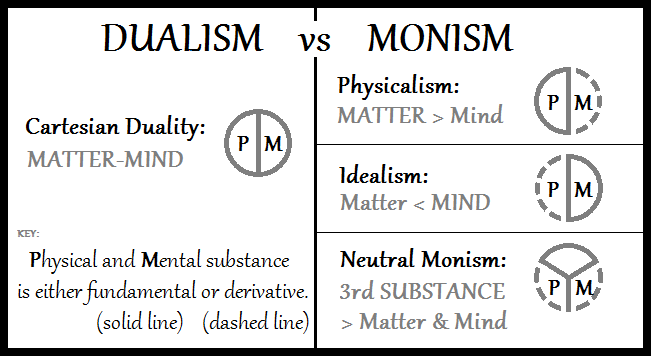
Diagrama de los diferentes enfoques para resolver el problema mente-cuerpo.

En filosofía del espíritu y ciencia cognitiva, el problema mente-cuerpo es el problema de explicar la relación entre la mente (alma para algunos autores) y la materia: cómo es que estados mentales o subjetivos (ej. sensaciones, creencias, decisiones, recuerdos) explican a, interactúan con, o bien supervienen de las sustancias y procesos del mundo de objetos estudiado por la ciencia. Se trata por lo tanto de un problema ontológico; mientras que el problema de otras mentes puede ser entendido como su homólogo epistémico.
El problema fue  descrito por René Descartes en el siglo XVII, y por los filósofos aristotélicos, en la filosofía de Avicena, y en las anteriores tradiciones asiáticas. Una variedad de ontologías han sido propuestas; la mayoría de ellas dualistas (como la cartesiana) o monistas. El dualismo sostiene una distinción entre las esferas material y mental; pudiendo llegar a ser esta última algo sobrenatural. El monismo sostiene que existe solo una realidad, sustancia o esencia unificadora en cuyos términos todo puede ser explicado.
El problema mente-cuerpo está estrechamente ligado a la intencionalidad, la causalidad mental, el problema difícil de la consciencia, el del libre albedrío, el de la significación de los símbolos, el de la identidad del individuo, el problema de otras mentes, etc.
La ausencia de un punto de interacción causal identificable entre la mente no-física y su extensión física ha demostrado ser problemática para el dualismo de sustancias, y muchos filósofos de la mente contemporáneos piensan que la psique no es algo separado del cuerpo. Las posturas no cartesianas y no idealistas también van ganando terreno en círculos científicos. A esto ha ayudado el advenimiento de la sociobiología, la computación, la psicología evolutiva, la revolución cognitiva y las evidencias de la neurociencia que ponen de manifiesto la dependencia de los fenómenos mentales en sustratos corporales. Aun así, se considera que el problema mente-cuerpo sigue abierto y está lejos de ser sepultado. En efecto, filósofos de corte materialista como David Chalmers y Colin McGinn advierten que algunas de las preguntas planteadas podrían ser inasequibles a la explicación científica o de cualquier otro tipo. Otros como Daniel Dennett dan pronósticos más optimistas, sin dejar de reconocerlo en calidad de problema.

## Posturas
De las dos categorías mencionadas anteriormente (monismo y dualismo) desprenden diversas variantes. Las tres principales formas de monismo son: 
- Idealismo, que sostiene que la existencia del pensamiento toma precedencia y es coextensa al mundo "externo". Desde esta perspectiva la verdadera sustancia es la idea; y los objetos están hechos de éstas (no necesariamente como entes independientes, sino al nivel de los objetos mentales que el sujeto percibe). Un idealismo más fuerte terminaría por decir que a lo cosificado en la mente de hecho no corresponde materia alguna: el "mundo externo" en realidad sólo existe como apariencia o ilusión. Formulaciones aún más extremas pueden comportar solipsismo, o maridarse con constructivismo para decir que la realidad no solo es ilusoria, sino maleable al deseo. Prominentes exponentes de una u otra variedad de idealismo son Leibniz, Berkeley, Kant y Hegel.

- Materialismo (también "fisicalismo"). En oposición al idealismo, el materialismo sostiene que la subjetividad consiste de objetos particulares u organizados de manera particular, o bien que se trata de un proceso o actividad física (ya sea reducible o emergente). Algunas formulaciones extremas como el materialismo eliminativo en principio niegan la existencia de la mente y de cualquier experiencia subjetiva. En las filosofías occidentales existieron varios pensadores presocráticos que podrían denominarse materialistas, tales como Thales, Anaxágoras, Epícuro, Demócrito y Leucipo. Lucrecio también defendió un materialismo; sin embargo la tradición fue interrumpida durante la Edad Media. Posterior al Renacimiento encontramos materialistas como La Mettrie, d'Holbach, Diderot, Locke, Feuerbach, Marx, Nietzsche, Quine, Davidson, Ullin Place, Fodor, Putnam, William Hasker, Dennett, De Landa, Churchland, Churchland, Searle, etc. Varios filósofos materialistas como Daniel Dennett y Jerry Fodor dan por supuesto que el materialismo y el naturalismo son lo mismo o que uno implica al otro. Esta posición es disputada por el filósofo Steven Horst, quien sostiene que el naturalismo es la aceptación de los métodos particulares de las ciencias, y no la aceptación de constreñimientos filosóficos a priori sobre cómo las ciencias deberían operar o la ontología implícita que deberían aceptar.[12] Neurobiólogos como Gerald Edelman, Antonio Damasio y Rodolfo Llinás sostienen que los qualia o propiedades subjetivas existen y tienen eficacia causal.[13][14][15][16] En cambio, filósofos analíticos materialistas como Daniel Dennett sostienen que los qualia no existen y son incompatibles con la ciencia.[17][18][19]

- Monismo neutral o monismo de doble aspecto. Este argumento proveniente del filósofo neerlandés Baruch Spinoza elimina el factor dual de este problema. Propone que todas las sustancias o realidades, incluyendo la de tipo mental, física e incluso la divina —considerada por otros pensadores— conforman, de hecho, un único arjé en el plano existencial. De esta forma, es factible la relación entre las supuestas "distintas sustancias" al ser parte de la misma esencia. El monismo también fue también adoptado por filósofos como William James, Bertrand Russell, Galen Strawson, David Chalmers, George Berkeley y David Hume.

Las dos principales formas de dualismo son:
- Dualismo de propiedades —muy cercano al monismo neutral— que sostiene que cuando menos algunas propiedades mentales (por ejemplo los qualia de la experiencia consciente) son propiedades irreducibles y, más aún, fundamentales a la misma sustancia material; a la vez que distintas a las otras propiedades fundamentales tradicionalmente estudiadas por la física (como masa y carga). Entre los dualistas de propiedades se encuentran personajes como Thomas Huxley, Kripke, Jackson, Nagel y Chalmers; aunque varios de ellos también son autoproclamados materialistas.

- Dualismo de sustancias. Sostiene que el alma está formada por un tipo distinto de sustancia sobrenatural, de ninguna manera sujeta a la materia y las leyes de la física. Esta categoría se pueden englobar a Descartes, Geulincx, Malebranche, Victor Reppert, Plantinga, Swinburne, etc.

Según Noam Chomsky, los avances en física hacen que nuestra concepción de lo material vaya cambiando enormemente. Hoy día los materialistas ya no hablan de partículas newtonianas en el vacío, sino de campos cuánticos, espacio-tiempo y energía del vacío; y por lo tanto distinciones como materialismo vs monismo neutral vs dualismo de propiedades no están tan bien definidas como muchos filósofos suponen. Así pues, cualquier propiedad puede ser considerada material, si la definición de materia es extendida para incluir la propiedad en cuestión. Tal fue el caso de la naturalización de las fuerzas electromagnéticas durante el siglo XIX, y más tarde de las fuerzas nucleares fuerte y débil.
No obstante, la clasificación mantiene su valía entre interlocutores de filosofía de la mente en la medida en que se considera que el estado del arte científico es capaz, en principio, de explicar las propiedades mentales. Mientras que para Marvin Minsky y Daniel Dennett la física actual debería ser suficiente; para un dualista de propiedades como Bertrand Russell, David Chalmers o Thomas Nagel; la subjetividad o capacidad de sentir primero tendrá que ser subsumida como ingrediente básico o irreducible de la realidad; al igual que sucedió con la carga eléctrica en su momento.

## Interacción Mente-cuerpo y causalidad mental
Los filósofos David L. Robb y John H. Heil presentan la causalidad mental en términos del problema de interacción mente-cuerpo:
El neurofilósofo contemporáneo, Georg Northoff sugiere que la causalidad mental es compatible con la causalidad clásica, formal y definitiva.
El biólogo, neurocientífico teórico y filósofo, Walter J. Freeman, sugiere que explicar la interacción mente-cuerpo en términos de "causalidad circular" es más relevante que la causalidad lineal.
En neurociencia, se ha aprendido mucho acerca de las correlaciones entre la actividad cerebral y las experiencias subjetivas conscientes. Muchos sugieren que en última instancia la neurociencia explicará la conciencia: "... la conciencia es un proceso biológico que con el tiempo se explica en términos de vías de señalización moleculares utilizadas al interactuar poblaciones de células nerviosas..." Sin embargo, este punto de vista ha sido criticado porque la conciencia tiene que ser demostrado aún que es un proceso, y el "problema duro" de relacionar directamente la conciencia con la actividad cerebral sigue siendo difícil de lograr.
Una explicación posible del problema mente-cuerpo y el problema de consciencia es que ambos surgen como una ilusión causada por la mente-mecanismo de reconocimiento que ha evolucionado para facilitar comportamientos sociales y morales. Hay una ventaja evolutiva para percibir otros humanos de manera diferente que fragmentos de tejidos. Los cerebros humanos son duros-alambrados para colocar humanos y carne en dos categorías separadas. Esto lo hace natural de pensar en plazos de mente-dualidad de cuerpo mientras haciéndolo intelectualmente duro de aceptar identidad entre una mente y un tejido subyacente. La cuestión no es que la mente afecta el cerebro sino cómo la estructura del cerebro afecta nuestra percepción.

## Correlatos neurales

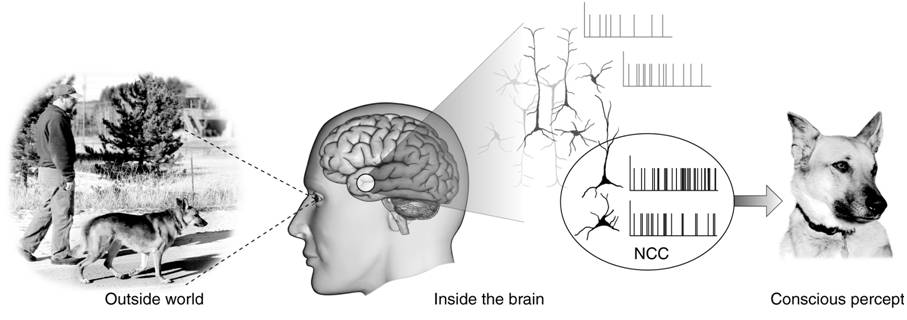
Los Correlatos Neuronales de la Consciencia constituyen el conjunto más pequeño de eventos neuronales y estructuras suficientes para una percepción consciente dada o la memoria explícita. Este caso se refiere a los potenciales de acción sincronizada de las neuronas piramidales neocorticales.

Los correlatos neurales de la conciencia "son los pequeños conjuntos de mecanismos cerebrales y de eventos suficientes para alguna sensación consciente específica, tan elemental como el color rojo o tan compleja como la sensación sensual, misteriosa y primigenia evocada cuando se mira a la (a una) escena de la selva..." Los neurocientíficos utilizan enfoques empíricos para descubrir los correlatos neurales de los fenómenos subjetivos.

### Neurobiología y neurofilosofía
Una ciencia de la conciencia debe explicar la relación exacta entre los estados mentales subjetivos conscientes y los estados cerebrales formadas por interacciones electroquímicas en el cuerpo, el llamado gran problema de la consciencia. La neurofilosofía es el estudio interdisciplinario de la neurociencia y la filosofía de la mente. En esta búsqueda, neurofilósofos como Patricia Churchland, Paul Churchland y Daniel Dennett, se han enfocado principalmente en el cuerpo más que en la mente. En este contexto, los correlatos neuronales pueden ser considerados como causales de la conciencia, donde la conciencia puede ser pensada como una propiedad no definida que depende de este complejo, adaptativo y del sistema biológico altamente interconectado. Sin embargo, no se sabe si el descubrimiento y caracterización de los correlatos neurales pueda finalmente llegar a proporcionar una teoría de la conciencia que pueda explicar la experiencia en primera persona de estos "sistemas", y a determinar si otros sistemas de igual complejidad carecen de tales características.
El paralelismo masivo de las redes neurales permite que las poblaciones de neuronas redundantes medien en percepciones iguales o similares. No obstante, se supone que cada estado subjetivo tendrá que asociarse con correlatos neurales, lo cual puede ser manipulado para inhibir o inducir artificialmente la experiencia de ese estado de conciencia del sujeto. La creciente capacidad de los neurocientíficos para manipular neuronas usando métodos de la biología molecular en combinación con herramientas ópticas, se consiguió mediante el desarrollo de modelos orgánicos y comportamentales que son susceptibles de análisis genómico a gran escala y de manipulación. Análisis no humanos como éste, en combinación con imágenes del cerebro humano, han contribuido a un marco teórico sólido y cada vez más predictivo.

### La excitación y el contenido

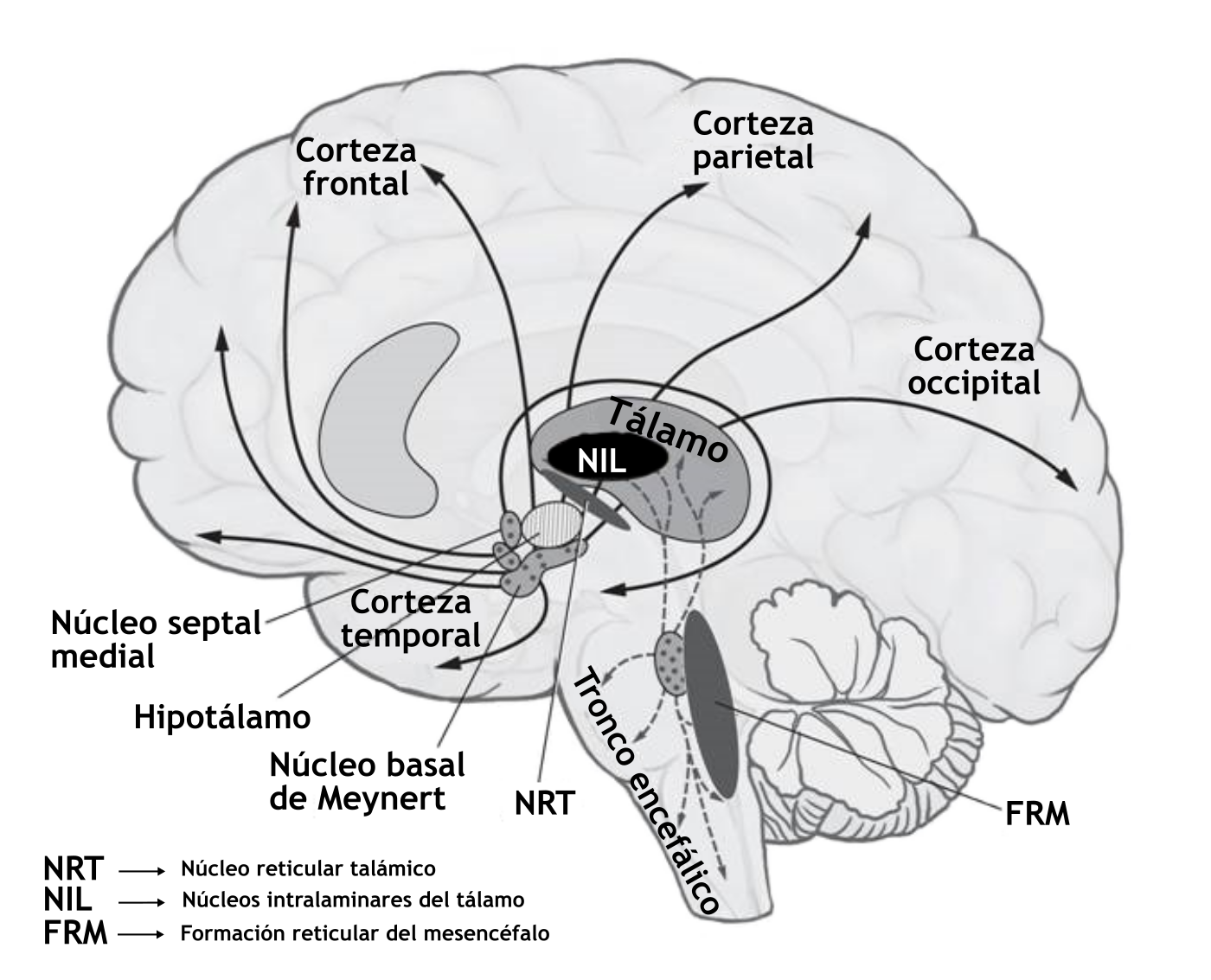
Las estructuras de la línea media en el tronco cerebral y el tálamo necesaria para regular el nivel de excitación del cerebro. Las lesiones pequeñas, bilaterales en muchos de estos núcleos causan una pérdida global de la conciencia.

Hay dos dimensiones comunes pero diferenciadas del término conciencia; una implica la excitación y estados de conciencia y la otra implica contenidos de conciencia y estados conscientes. Para ser consciente de algo, el cerebro debe estar en un estado elevado de excitación (a veces llamado de vigilancia), ya sea despierto o en sueño REM o MOR, y experimentando sueños vívidamente. El nivel de excitación del cerebro fluctúa en un ritmo circadiano pero estos ciclos naturales puede estar influenciados por carencia de sueño, alcohol y otras drogas, esfuerzo físico, etc. La excitación puede ser medida en el comportamiento por la amplitud de la señal necesaria para provocar una reacción dada (por ejemplo, el nivel de sonido que causa que un sujeto gire y mire hacia la fuente). Estados de excitación elevados suponen estados de conciencia que cuentan para el contenido perceptual específico, la planificación y el recuerdo o aun la fantasía. Los médicos utilizan sistemas de puntuación tales como la Escala de Glasgow para el Coma para evaluar el nivel de excitación en pacientes con estados deteriorados de conciencia como el estado comatoso, el estado vegetativo persistente, y el estado de conciencia mínima. Aquí "estado" se refiere a cantidades diferentes de conciencia física externalizada: van desde un ausencia total en el coma, en un estado vegetativo persistente y en la anestesia general hasta un fluctuante estado de conciencia mínimo, tales como el sonambulismo y el ataque epiléptico.
Muchos núcleos con distintas rúbricas químicas en el tálamo, mesencéfalo y protuberancia deben funcionar para que un sujeto esté en un estado de suficiente excitación del cerebro para no experimentar nada en absoluto. Por tanto, estos núcleos pertenecen a los factores favorables para la conciencia. A la inversa, es probable que el contenido específico de cualquier sensación consciente particular esté mediada por neuronas particulares del córtex y de sus estructuras satélites asociadas, incluidas la amígdala, el tálamo, el claustrum y los ganglios basales.

## Antecedentes históricos
La influencia del problema mente-cuerpo es patente incluso en áreas como la sociología y la economía. El materialismo histórico de Karl Marx sostuvo que la conciencia era engendrada por las contingencias materiales de su entorno. Un rechazo explícito de la dicotomía es encontrado en el estructuralismo francés, y es una posición que generalmente caracterizó a la filosofía francesa de la posguerra.
Lo que sigue es un breve recuento de algunas contribuciones al problema mente-cuerpo.

### Buda
Buda (480-400 B.C.E), fundador del budismo, no hizo una distinción entre la mente y el cuerpo y enseñó que el mundo se compone de la mente y la materia que trabajan juntos, de manera interdependiente. Su doctrina original Pratītyasamutpāda hace hincapié en que todas las cosas fenomenales, ya sean físicas o mentales, dependen de las condiciones no permanentes que están en un constante estado de flujo. Buda rechazó tanto la visión materialista, y la vista idealista que definió como vistas de la ignorancia. De acuerdo con el Buda, la realidad misma es sólo lo que es, y todas las ideas acerca de la naturaleza de la realidad que están mal, ya que la idea es solamente un atributo y/u otra forma de aspecto condicional surgido, dependiente de la totalidad. En última instancia, la filosofía de Buda es que la mente y las formas están surgiendo condicionalmente cualidades de un universo en constante cambio en el que, cuando se alcanza el nirvāṇa, toda experiencia fenoménica deja de existir.
Según el anattā la doctrina de Buda, el auto conceptualismo es una manera de construcción mental de una persona física y es básicamente una ilusión permanente, sostenida por la forma, la sensación, la percepción, el pensamiento y la conciencia. Buda sostuvo que mentalmente se aferran a cualquier opinión que dará lugar a la ilusión y el estrés, ya que, de acuerdo con Buda, un ser real (auto conceptual, siendo la base de puntos de vista y las opiniones) no se puede encontrar cuando la mente tiene la claridad.

### Platón
Platón (429-347 a. C.) sostenía que, así como el cuerpo es del mundo material, el alma es del mundo de las ideas y por lo tanto es inmortal. Aseguraba que el alma estaba temporalmente unida con el cuerpo y sólo se separaría con la muerte, cuando retornaría al mundo de las Formas. Puesto que el alma no existe en el tiempo y en el espacio, como el cuerpo sí lo está, puede acceder a verdades universales.
Para Platón las ideas (o formas) son la verdadera realidad y son experimentadas por el alma. El cuerpo para Platón está vacío ya que no puede acceder a la realidad abstracta del mundo; puede sólo experimentar sombras. Esto determina la epistemología esencialmente racionalista de Platón.

### Aristóteles
Para Aristóteles (384-322 a. C.) la mente es una facultad del alma. Según su hilemorfismo, Aristóteles vio la relación entre alma y cuerpo como sencilla, en la misma manera que es sencillo que la forma cúbica es una propiedad de un bloque de edificio de juguete. Aristóteles dice que un alma está relacionada con su cuerpo como forma de la materia y compara el alma y el cuerpo con la forma de la cera en un sello. El alma es una propiedad exhibida por el cuerpo, una entre muchas. Además, Él define un alma como aquello que da vida a un ser y propuso que cuándo el cuerpo perece, también lo hace el alma, así como también la forma de un bloque de edificio desaparece con la destrucción del bloque. No obstante, sí sostiene que hay una parte del alma que sobrevive a la muerte, el intelecto.

### Tomás de Aquino
Como Aristóteles, Tomás de Aquino (1225-1274) creía que la mente y el cuerpo son uno, como el sello y la cera, y por lo tanto no tiene sentido preguntar si son uno. Sin embargo, (refiriéndose a la "mente" como "el alma") afirmó que el alma persiste después de la muerte del cuerpo a pesar de su unidad, llamando al alma "esta cosa en particular" y no que sea una sustancia completa en una naturaleza. Dado que su punto de vista era principalmente teológico más que filosófico, es imposible encajar perfectamente dentro de la categoría de fisicalista o dualista.

### Descartes
René Descartes (1596-1650) creía que la mente ejercía control sobre el cerebro a través de la glándula pineal:
La relación que postuló entre el cuerpo y la mente es llamada dualismo cartesiano o dualismo de sustancias. Sostuvo que la mente era distinta de la materia, pero podría influir en la materia. Cómo una tal interacción podría ser ejercida, sigue siendo un tema polémico.

### Spinoza
Spinoza (1632-1677) sostiene un monismo en su Ética en el que cuerpo y alma son la misma cosa expresada de maneras distintas: el objeto y su definición (E, II, p13, dem.). De este modo, se puede reconocer que el orden de las acciones y pasiones del cuerpo es el mismo de las acciones y pasiones del alma (E, III, p2, esc.).

### Leibniz
La solución Leibniz (1646-1716) al problema está en su formulación general de las mónadas, programadas por Dios desde el principio de la creación para que permanezcan sincronizadas en armonía con la materia, produciendo una ilusión de influencia real.

### Kant
Para Kant (1724- 1804) más allá de la mente y la materia, existe un mundo de formas a priori, algunas de las cuales, espacio y tiempo, siendo ejemplos, están pre-programadas en el cerebro.
Kant considera la interacción mente-cuerpo como una interacción de fuerzas que pueden ser de diferente tipo para la mente y para el cuerpo.

### Huxley
Para Huxley (1825-1895) era un subproducto del cerebro, el que no tiene influencia ninguna influencia sobre el cerebro, el llamado epifenómeno.

### Whitehead
Alfred North Whitehead ha defendido una forma sofisticada de pampsiquismo que ha sido llamado por David Ray Griffin "panexperientialismo".

### Popper
Para Popper (1902-1994) hay tres aspectos del problema mente-cuerpo: los mundos de la mente, la materia y las creaciones de la mente, como las matemáticas. Desde su perspectiva, las creaciones del tercer mundo de la mente podrían ser interpretadas por la mente del segundo mundo y las cuales se usan para afectar el primer mundo de la materia. Un ejemplo podría ser la radio, un ejemplo de la interpretación del tercer mundo (la teoría electromagnética de Maxwell) por la mente del segundo mundo para sugerir modificaciones del primer mundo externo.
Sobre esta doctrina, Bunge advierte una falta de definición de sus conceptos claves, en particular: a) qué clase de objetos son los "mundos", si conjuntos, colecciones, agregados o sistemas, b) qué es un estado mental, y c) de qué mecanismo de la interacción mente-cuerpo podría tratarse.

### Searle
Para Searle (1932-) el problema mente-cuerpo es una falsa dicotomía; esto es, la mente es un aspecto perfectamente ordinario del cerebro. En cierto sentido esta es también la perspectiva de Aristóteles, bosquejada más atrás.